# Casbia lilacina
Casbia lilacina är en fjärilsart som beskrevs av Holloway 1979. Casbia lilacina ingår i släktet Casbia och familjen mätare. Inga underarter finns listade i Catalogue of Life.